# London Critics' Circle Film Awards 2007
28. ročník předávání cen London Critics' Circle Film Awards se konal 8. února 2008.

## Vítězové a nominace

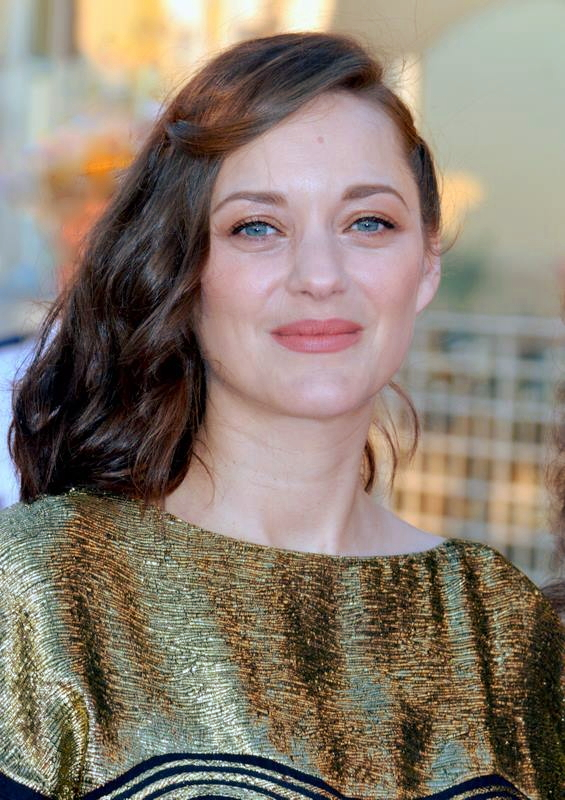
Marion Cotillard, vítězka v kategorii nejlepší ženský herecký výkon v hlavní roli

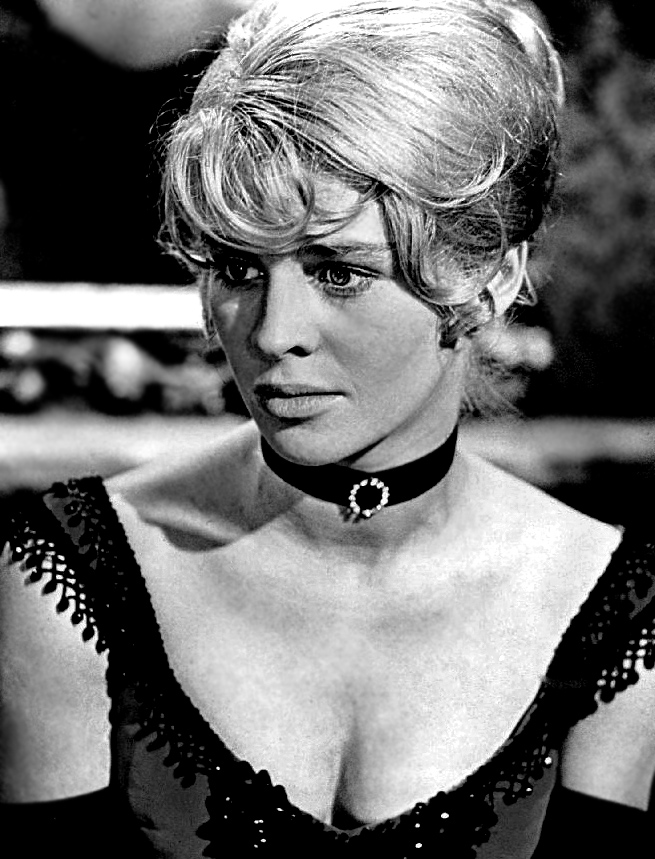
Julie Christie, vítězka v kategorii nejlepší britská herečka

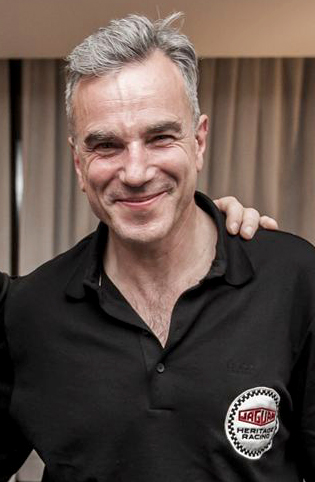
Daniel Day-Lewis, vítěz v kategorii nejlepší mužský herecký výkon v hlavní roli

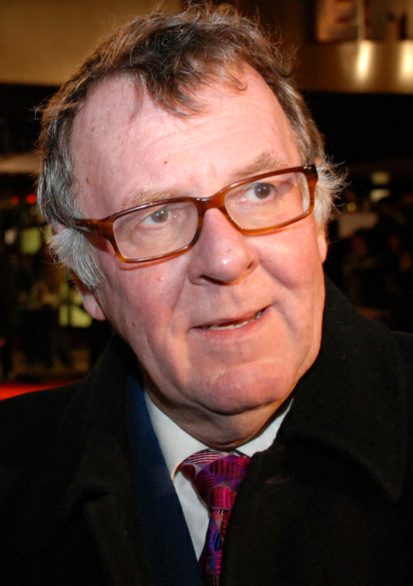
Tom Wilkinson, vítěz v kategorii nejlepší mužský herecký výkon ve vedlejší roli

### Nejlepší film
Tahle země není pro starý
- Zabití Jesseho Jamese zbabělcem Robertem Fordem
- Bourneovo ultimátum
- Až na krev
- Zodiac

### Nejlepší britský film
Control
- Pokání
- Východní přísliby
- Říše hraček
- Takové je Anglie

### Nejlepší cizojazyčný film
Životy těch druhých (Německo)
- 4 měsíce, 3 týdny a 2 dny (Rumunsko)
- Skafandr a motýl (Francie)
- Dopisy z Iwo Jimy (Spojené státy americké)
- Nikomu to neříkej (Francie)

### Nejlepší režisér
Paul Thomas Anderson – Až na krev
- Bratři Coenové – Tahle země není pro starý
- David Fincher – Zodiac
- Florian Henckel von Donnersmarck – Životy těch druhých
- Cristian Mungiu – 4 měsíce, 3 týdny a 2 dny

### Nejlepší britský režisér
Paul Greengrass – Bourneovo ultimátum
- Danny Boyle – Sunshine
- Anton Corbijn – Control
- Shane Meadows – Takové je Anglie
- Joe Wright – Pokání

### Nejlepší scénář
Florian Henckel von Donnersmarck – Životy těch druhých
- Christopher Hampton – Pokání
- Ronald Harwood – Skafandr a motýl
- Bratři Coenové – Tahle země není pro starý
- Paul Thomas Anderson – Až na krev

### Objev roku – filmař
Anton Corbijn (režisér) – Control
- John Carney (scenárista a režisér) – Once
- Sarah Gavron (režisér) – Brick Lane
- Matt Greenhalgh (scenárista) – Control
- Stevan Riley (scenárista, režisér a producent) – Blue Blood

### Nejlepší mužský herecký výkon v hlavní roli
Daniel Day-Lewis – Tahle země není pro starý
- Casey Affleck – Zabití Jesseho Jamese zbabělcem Robertem Fordem
- George Clooney – Michael Clayton
- Tommy Lee Jones – V údolí Elah
- Ulrich Mühe – Životy těch druhých

### Nejlepší ženský herecký výkon v hlavní roli
Marion Cotillard – Edith Piaf
- Maggie Gyllenhaal – Sherrybaby
- Angelina Jolie – Síla srdce
- Laura Linneyová – Divoši
- Anamaria Marinca – 4 měsíce, 3 týdny a 2 dny

### Nejlepší britský herec
James McAvoy – Pokání
- Christian Bale – 3:10 Vlak do Yumy
- Jim Broadbent – And When Did You Last See Your Father?
- Jonny Lee Miller – Létající skot
- Sam Riley – Control

### Nejlepší britská herečka
Julie Christie – Daleko od ní
- Helena Bonham Carter – Sweeney Todd: Ďábelský holič z Fleet Street
- Keira Knightley – Pokání
- Sienna Miller – Interview
- Samantha Morton – Control

### Nejlepší mužský herecký výkon v hlavní roli
Tom Wilkinson – Michael Clayton
- Albert Finney – Než ďábel zjistí, že seš mrtvej
- Toby Jones – Barevný závoj
- Toby Kebbell – Control
- Alfred Molina – Skandál

### Nejlepší ženský herecký výkon v hlavní roli
Kelly Macdonaldová – Tahle země není pro starý (remíza)
Vanessa Redgrave – Pokání (remíza)
- Saoirse Ronan – Pokání
- Imelda Staunton – Harry Potter a Fénixův řád
- Tilda Swinton – Michael Clayton

### Nejlepší mladý herec
Thomas Turgoose – Jezero smrti
- Asa Butterfield – Chlapec v pruhovaném pyžamu
- Dev Patel – Milionář z chatrče
- Georgia Groome – On je fakt boží!
- Will Poulter – Malý Rambo
- Bill Milner – Malý Rambo

### Objev roku – herectví
Sam Riley – Control
- Benedict Cumberbatch – Nezlomná vůle
- Dakota Blue Richards – Zlatý kompas
- Saoirse Ronan – Pokání
- Thomas Turgoose – Takové je Anglie

### Ocenění Dilys Powell
- Julie Waltersová